# A Love Letter to You 4
A Love Letter to You 4 es el cuarto mixtape del rapero estadounidense Trippie Redd, siendo lanzado el 22 de noviembre de 2019 por TenThousand Projects y Caroline Distribution. El proyecto cuenta con apariciones especiales de Lil Mosey, Juice WRLD, YNW Melly, Chris King, Quan'ta, YoungBoy Never Broke Again, Smokepurpp, Tory Lanez, DaBaby, Lil Yachty, Pi'erre Bourne, Youv Dee, Lil Wop y Mariah the Scientist.
La edición de lujo se lanzó el 21 de febrero de 2020, con apariciones adicionales como invitados de Chance the Rapper, Russ, Young Thug, Lil Tecca, Lil Durk, G Herbo y SahBabii.

## Lista de canciones
| A Love Letter to You 4 – Standard edition |                                               |                |          |  |
| N.º                                       | Título                                        | Producer(s)    | Duración |  |
| 1.                                        | «Leray»                                       | Xeryus         | 2:02     |  |
| 2.                                        | «Who Needs Love»                              | Angel Lopez    | 2:38     |  |
| 3.                                        | «Love Sick»                                   | Hammad Beats   | 2:57     |  |
| 4.                                        | «Love Me More»                                | Nick Mira      | 2:23     |  |
| 5.                                        | «Real Feel»                                   | Angel Lopez    | 4:18     |  |
| 6.                                        | «This Ain't That» (con Lil Mosey)             | Chopsquad DJ   | 3:27     |  |
| 7.                                        | «6 Kiss» (con Juice Wrld y YNW Melly)         | Nick Mira      | 3:19     |  |
| 8.                                        | «Til the End of Time»                         | KC Supreme     | 2:54     |  |
| 9.                                        | «U Deserve It» (con Chris King y Quan'ta)     | Starboy        | 4:04     |  |
| 10.                                       | «Hate Me» (con YoungBoy Never Broke Again)    | StolenCable    | 2:24     |  |
| 11.                                       | «All For Me» (con Smokepurpp)                 | Bans           | 2:44     |  |
| 12.                                       | «Sickening» (con Tory Lanez)                  | Chopsquad DJ   | 3:13     |  |
| 13.                                       | «The Grinch»                                  | Pi'erre Bourne | 1:31     |  |
| 14.                                       | «Death» (con DaBaby)                          | DJ Paul        | 2:52     |  |
| 15.                                       | «RMP»                                         | Pi'erre Bourne | 2:09     |  |
| 16.                                       | «M's» (con Lil Yachty y Pi'erre Bourne)       | Pi'erre Bourne | 1:53     |  |
| 17.                                       | «Bust Down Deux» (con Youv Dee)               | Skuna          | 2:15     |  |
| 18.                                       | «The Jungle Book» (con Lil Wop)               | Murda Beatz    | 2:39     |  |
| 19.                                       | «Chosen»                                      | Wheezy         | 3:04     |  |
| 20.                                       | «Abandoned» (con Mariah the Scientist)        | Nick Mira      | 4:00     |  |
| 21.                                       | «Can You Rap Like Me, Pt. 2» (con Chris King) | P. Soul        | 2:12     |  |

Edición de lujo
| A Love Letter to You 4 (Deluxe) |                                           |                  |          |  |
| N.º                             | Título                                    | Producer(s)      | Duración |  |
| 1.                              | «I Love You» (con Chance the Rapper)      | Nick Mira        | 3:49     |  |
| 2.                              | «The Way» (con Russ)                      | Pearl Lion       | 4:03     |  |
| 3.                              | «Yell Oh» (con Young Thug)                | Pi'erre Bourne   | 3:58     |  |
| 4.                              | «How I Was Raised» (con Lil Tecca)        | Nick Mira        | 2:49     |  |
| 5.                              | «Otf Knightmare» (con Lil Durk y G Herbo) | Pi'erre Bourne   | 2:37     |  |
| 6.                              | «Even Steven»                             | Pi'erre Bourne   | 2:19     |  |
| 7.                              | «Amazinggg» (con SahBabii)                | Pi'erre Bourne   | 2:02     |  |
| 8.                              | «Koi»                                     | We Are The Stars | 2:29     |  |